# 标题
标题可以是指一本书，以及任何其他发表物或艺术品的名字，它通常是作者选择的作品的名称。 标题可以用来识别作品，对作品进行区别。
在图书设计中，标题通常显示在书脊，前封面，还有标题页上。